# Echium velutinum
Echium velutinum är en strävbladig växtart. Echium velutinum ingår i släktet snokörter, och familjen strävbladiga växter.

## Underarter
Arten delas in i följande underarter:
- E. v. velutinum
- E. v. versicolor
- E. v. vilmorinianum